# Giuseppe Zappella
Giuseppe Zappella (Milano, 4 maggio 1973) è un allenatore di calcio ed ex calciatore italiano, di ruolo difensore. Attualmente ricopre il ruolo di vice-allenatore di Alessandro Spugna nel Sassuolo Femminile.

## Carriera

### Giocatore
Cresciuto nel vivaio del Milan, dopo aver vestito la maglia del Como nel 1997 sarebbe dovuto passare alla Reggina, ma non superò le visite mediche, rivelatesi poi errate come il prosieguo della carriera ha dimostrato. Passò poi al Monza dove pur giocando col contagocce, riesce ad ottenere la promozione in B, categoria nella quale l’anno successivo trova più spazio (23 presenze, una rete) conquistando la salvezza.
Nel 1998 fu ingaggiato dall'Urawa Red Diamonds, club giapponese nelle cui file disputò una stagione in J-League (prima divisione, 21 presenze). Terminata l’esperienza asiatica nel gennaio 2000 approda all'Avellino, in Serie C1; coi Lupi avellinesi totalizza 14 gettoni e successivamente continua la sua carriera tra Serie C1 e Serie C2 con Viterbese, Catanzaro, Vis Pesaro ed Ivrea.
Nella sua carriera vanta tre promozioni in Serie B (Como 1993-1994, Monza 1996-1997 e Catanzaro 2003-2004), una in Serie C1 (Ivrea 2005-2006) ed una in Serie C2 (Alessandria 2007-08).
Dopo essere stato per due stagioni capitano dell'Alessandria, in Serie D e in Seconda Divisione, nel 2009 passa al Cuneo.
Nella stagione 2010-2011 gioca la prima parte di stagione col Chieri in Serie D e la seconda con il Rivoli sempre nel girone A.

### Allenatore

#### Gli inizi
A partire dal mese di ottobre 2011 torna al Rivoli in veste, in un primo momento, di allenatore-giocatore e successivamente solo come allenatore. Esonerato nel febbraio del 2012..
Dopo essere stato esonerato dal Rivoli, scende in campo in veste d'allenatore della categoria esordienti f.b. 2000 della neo-società Accademia Inter Torino.
Dall'agosto 2012 è l'allenatore della squadra di Calcio della società Città di Rivoli che milita in Prima Categoria Girone D e della categoria juniores della stessa Società.

#### Juventus, Bari e Juventus femminile
Dal mese di luglio 2013 entra nello staff tecnico del settore giovanile della Juventus come allenatore degli allievi nazionali I e II divisione. Nel luglio del 2014 occupa il ruolo vice allenatore di Fabio Grosso nella Primavera della Juventus. Nella stagione 2017-2018 è nello staff tecnico del Bari. A maggio 2019 inizia, con la Juventus, un importante ruolo di responsabile della "Juventus FC Academy Vietnam", per poi entrare nello staff della "Juventus Academy International".
Nell'estate 2023 entra a far parte dello staff tecnico della Juventus, con il ruolo di vice allenatore di Joe Montemurro. Il 6 marzo 2024, in seguito alla separazione consensuale con il tecnico italo-australiano, la società annuncia di avergli affidato la guida ad interim della squadra bianconera. Dopo l'esperienza in bianconero riparte dal Sassuolo: nel 2025-26 è il vice-allenatore di Alessandro Spugna nel Sassuolo Femminile.

## Statistiche

### Statistiche da allenatore
Statistiche aggiornate al 6 marzo 2024. In grassetto le competizioni vinte.
| Stagione        | Squadra         | Campionato      | Campionato | Campionato | Campionato | Campionato | Coppe nazionali | Coppe nazionali | Coppe nazionali | Coppe nazionali | Coppe nazionali | Coppe continentali | Coppe continentali | Coppe continentali | Coppe continentali | Coppe continentali | Altre coppe | Altre coppe | Altre coppe | Altre coppe | Altre coppe | Totale | Totale | Totale | Totale | % Vittorie | Piazzamento |
| Stagione        | Squadra         | Comp            | G          | V          | N          | P          | Comp            | G               | V               | N               | P               | Comp               | G                  | V                  | N                  | P                  | Comp        | G           | V           | N           | P           | G      | V      | N      | P      | %          | Piazzamento |
| --------------- | --------------- | --------------- | ---------- | ---------- | ---------- | ---------- | --------------- | --------------- | --------------- | --------------- | --------------- | ------------------ | ------------------ | ------------------ | ------------------ | ------------------ | ----------- | ----------- | ----------- | ----------- | ----------- | ------ | ------ | ------ | ------ | ---------- | ----------- |
| mar.-giu. 2024  | Juventus        | A               | 8          | 5          | 1          | 2          | CI              | -               | -               | -               | -               | UWCL               | -                  | -                  | -                  | -                  | SI          | -           | -           | -           | -           | 8      | 5      | 1      | 2      | 62,50      | Sub., 2°    |
| Totale carriera | Totale carriera | Totale carriera | 8          | 5          | 1          | 2          |                 | -               | -               | -               | -               |                    | -                  | -                  | -                  | -                  |             | -           | -           | -           | -           | 8      | 5      | 1      | 2      | 62,50      |             |

## Palmarès

### Giocatore
- Serie C1: 1

Catanzaro: 2003-2004 (girone B)
- Serie D: 1

Alessandria: 2007-2008 (girone A)